# Dirk Rustemeyer
Dirk Rustemeyer (* 1959) ist ein deutscher Kulturphilosoph, Bildungstheoretiker und Universitätsprofessor.

## Leben und Wirken
Rustemeyer studierte Philosophie, Geschichte, und Sozialwissenschaften an der Ruhr-Universität Bochum. Nach dem Magisterabschluss wurde er 1990 mit summa cum laude promoviert. Es folgte die Habilitation 1996. Anschließend war er zunächst als Assistent von Jörn Rüsen an der privaten Universität Witten/Herdecke tätig. Ab 1998 lehrte und forschte er als Professor für Philosophie ebenda. Zahlreiche Lehraufträge führten ihn nach Dortmund, Magdeburg, Zürich und Hamburg. 
Im Jahr 2001 folgte Rustemeyer einem Ruf an die Universität Trier an den Lehrstuhl für Bildungsphilosophie / Allgemeine Pädagogik. Der Fakultät für Kulturreflexion in Witten blieb er als Gastprofessor für Philosophie weiterhin verbunden.

## Schwerpunkte in Forschung und Lehre
Dirk Rustemeyer beschäftigt sich in seiner Forschungs- und Lehrtätigkeit mit Formen der Sinnbildung. Seine Arbeitsschwerpunkte sind Theorie der Kultur, Ästhetik, Semiotik, Philosophie des Kinos und Theorie des Sozialen.

## Schriften (Auswahl)
- Historische Vernunft, politische Wahrheit. Hochschulschrift: Zugl.: Bochum, Univ., Diss., 1991 (= Beziehungen: Studien zur Philosophie und Theorie der Bildung. Band 15). Dt. Studien-Verl., Weinheim 1992, ISBN 978-3-89271-318-0.
- Erzählungen. Bildungsdiskurse im Horizont von Theorien der Narration. Steiner, Stuttgart 1997, ISBN 3-515-06996-8 (Zugleich: Habil.-Schrift, Univ. Bochum, 1996).
- Sinnformen. Konstellationen von Sinn, Subjekt, Zeit und Moral. Meiner, Hamburg 2001, ISBN 3-7873-1582-9.
- Oszillationen. Kultursemiotische Perspektiven. Königshausen & Neumann, Würzburg 2006, ISBN 3-8260-3415-5.
- Diagramme. Dissonante Resonanzen. Kunstsemiotik als Kulturtheorie. Velbrück Wissenschaft, Weilerswist 2009, ISBN 978-3-938808-62-7.
- Darstellung. Philosophie des Kinos. Velbrück Wissenschaft, Weilerswist 2013, ISBN 978-3-942393-44-7.
- Ordnungen des Wirklichen. Weisen des Unterscheidens in Philosophie, Künsten und Wissenschaften. Verlag Karl Alber, Freiburg/München 2017, ISBN 978-3495488713.
- Poetik der Reflexion. Heidegger im Lichte der frühromantischen Philosophie. Verlag Karl Alber, Baden-Baden 2022, ISBN 978-3-495-49231-4.